# Tesco Ireland
Tesco Ireland es un banco irlandés del grupo de supermercados Tesco y controló el 28% del mercado de comestibles en 2012. Fue formada por la adquisición en 1997 de las operaciones minoristas irlandesas de Associated British Foods.

## Historia
La compañía fue fundada como Quinnsworth por Pat Quinn en 1966, y fue vendida más adelante a los supermercados de la energía. Durante la década de 1970 el lema utilizado fue "Vamos a conseguir todo junto en Quinnsworth". Power Supermarkets Ltd. se convirtió en la matriz, pero utilizó Quinnsworth como su nombre comercial. La compañía se convirtió en una subsidiaria de propiedad de Associated British Foods.
Quinnsworth es recordado por su elección de sitios de tienda, su acto más memorable fue la adición de la frase Yellow Pack al léxico de venta al por menor. Hacia el final de la vida de Quinnsworth, fue reemplazado por K.V.I. Como la marca genérica de comestibles de bajo costo, y una línea genérica de alta calidad llamada Premium Choice.
Fue recordado también por sus campañas publicitarias con su director de marketing, más tarde director ejecutivo, Maurice Pratt, que personalmente introduciría nuevas promociones de productos, terminando cada anuncio con el lema de la empresa.
Era una marca usada por Quinnsworth en algunos de sus puntos de venta más grandes. Estos eran conocidos por sus precios baratos. Crazy Prices fue uno de los primeros minoristas en Irlanda en introducir la apertura nocturna hasta las 21:00, los miércoles, doblando esta noche Crazy Night y promociones especiales en la tienda.
Hasta mediados de la década de 1990, la mayoría de los minoristas irlandeses solo abrieron tarde una noche a la semana, normalmente el jueves en la ciudad de Dublín o el viernes. La marca era Crazy Prices, equivalente al paquete Quinnsworth Yellow.

### Era de Tesco

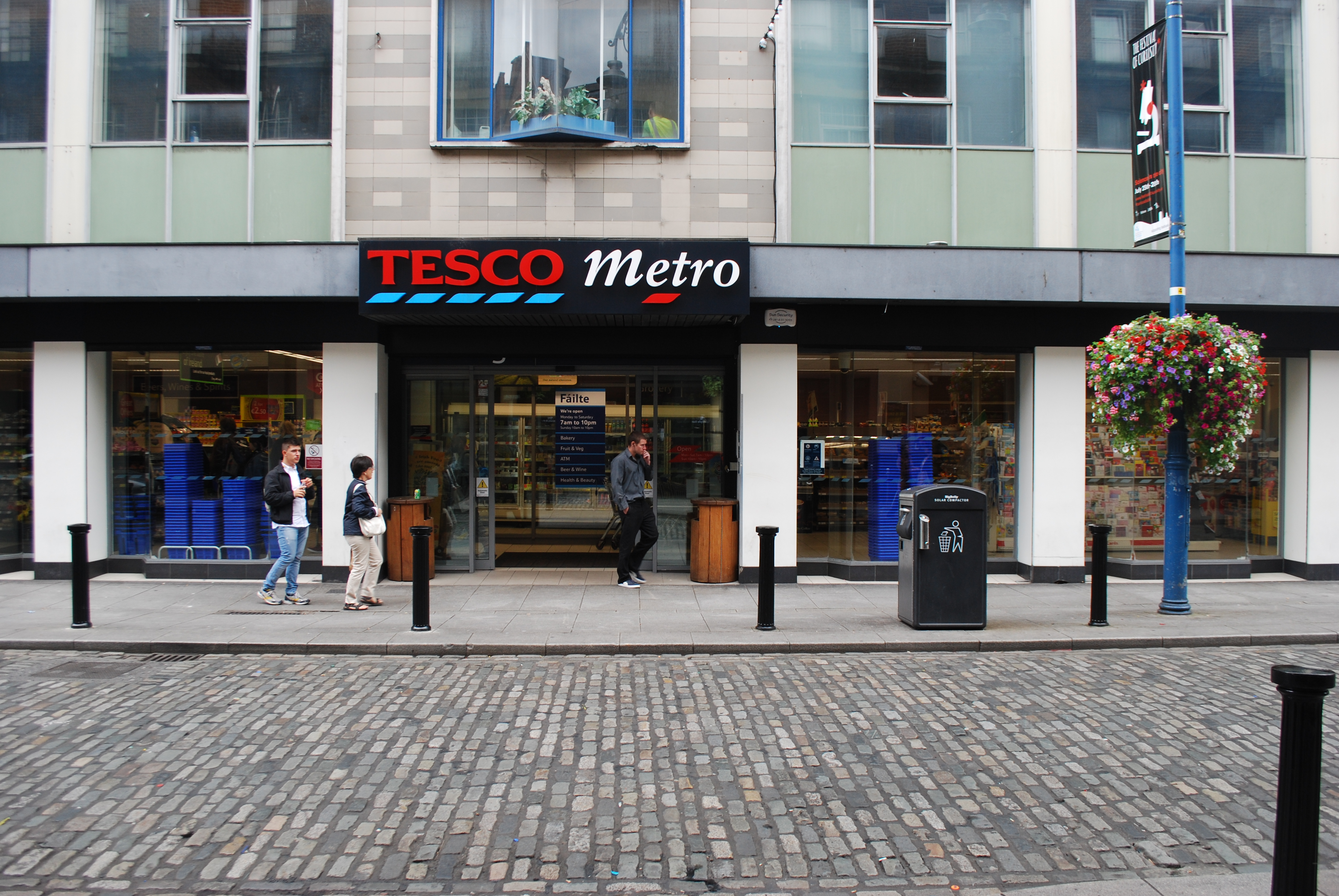
Tesco Metro en Dublin.

El 6 de mayo de 1997, Tesco adquirió las operaciones de venta al por menor y cadena de suministro de Associated British Foods, con la única excepción de Primark, por 643 millones de libras esterlinas.
Los negocios de comestibles adquiridos eran los que tenían Comar Limited en la República de Irlanda y Stewarts Supermarkets Limited en Irlanda del Norte. Comar era la empresa matriz de Quinnsworth y Crazy Prices en la República de Irlanda. Los supermercados Stewarts incluían Crazy Prices en Irlanda del Norte.
Otros negocios adquiridos fueron la cadena Stewarts Wine Barrel fuera de licencia, el minorista de artículos deportivos Lifestyle Sports, el negocio de procesamiento y envasado de carne Kingsway Fresh Foods y el distribuidor de frutas y verduras Daily Wrap.
Las operaciones de Irlanda del Norte fueron dobladas en el negocio principal de Tesco en el Reino Unido, mientras que las operaciones de Irlanda se convirtieron en Tesco. Lifestyle Sports fue desmantelado en 1997 a través de una compra de la gerencia de siete directores y la compañía de capital de riesgo.
Después de la adquisición de Power Supermarkets por Tesco, el nombre de la compañía cambió a Tesco Ireland Limited. Los primeros indicios del nuevo régimen fueron la introducción casi inmediata de la marca propia con la publicidad indicando "Tesco en Quinnsworth y Crazy Prices", con la finalización de la eliminación gradual de Yellow Pack y las otras marcas propias de PSL Como KVI y Premium Choice. Maurice Pratt permaneció como director ejecutivo de las operaciones de la República de Irlanda.
En los próximos años, las cadenas Quinnsworth y Crazy Prices fueron rebautizadas como Tesco, usando una variación blanco sobre azul del conocido logo de Tesco. La primera tienda que se abrió bajo el nombre de Tesco fue en Athlone en 1997.
El cambio fue al principio relativamente lento, con los nombres de Quinnsworth y Crazy Prices continuando apareciendo en los anuncios durante algún tiempo después del lanzamiento de la nueva identidad de la compañía.
La política inicial de Tesco no era cambiar el nombre por encima de la puerta hasta que la tienda se había actualizado a los estándares de Tesco, en algunas tiendas más antiguas esto significó una reconstrucción significativa de las instalaciones. La primera tienda totalmente reconstruida abrió sus puertas en Maynooth en el año 2000, que desde entonces se ha vuelto a desarrollar como Tesco Extra. Algunos almacenes más viejos continuaron negociando debajo del nombre de Quinnsworth y de precios locos hasta los 2000s.
En 2001, Maurice Pratt, que había sido la cara pública de Quinnsworth, dejó la compañía para convertirse en director ejecutivo de C&C, más tarde ocupando un puesto como presidente del Banco de Escocia. Fue reemplazado por Gordon Fryett.
Tesco Ireland ha estado cambiando lentamente sus tiendas como simplemente Tesco, usando el logotipo rojo sobre blanco regular. Ahora parece que el logotipo de Tesco Ireland será eliminado completamente de los frentes de la tienda. Todavía se utilizó para los anuncios hasta muy recientemente en enero de 2009, pero ahora parece como si el logotipo de Tesco Irlanda puede desaparecer por completo, ya que también se ha retirado de la página web. 
La empresa abrió su primer hipermercado irlandés "Tesco Extra" en el centro comercial Clare Hall de Coolock, al norte de Dublín en 2004, y también se ha transformado en estaciones de servicio, con bajos precios de la gasolina. Muchas tiendas también están abiertas las 24 horas.
Se ha trasladado también al mercado de las tiendas de conveniencia, con la primera una Quinnsworth convertida, la tienda más pequeña de la cadena en Drumcondra, abierta como Tesco Local. Esta fue la única tienda en usar esta marca, ya que las nuevas tiendas de conveniencia utilizan la marca Tesco Express en su lugar.
Tesco también ha ampliado su gama de productos en Irlanda. Los hipermercados Tesco Extra, así como tiendas más grandes de Tesco, ahora almacenan una gama de ropa, artículos eléctricos, música, DVDs y videojuegos, así como periódicos, revistas y juguetes. El hipermercado más grande de Tesco en Europa está en Naas Co Kildare, fue abierto el 1 de noviembre de 2010. Es el primer en Irlanda a tener una farmacia de Tesco.

### Noticias recientes

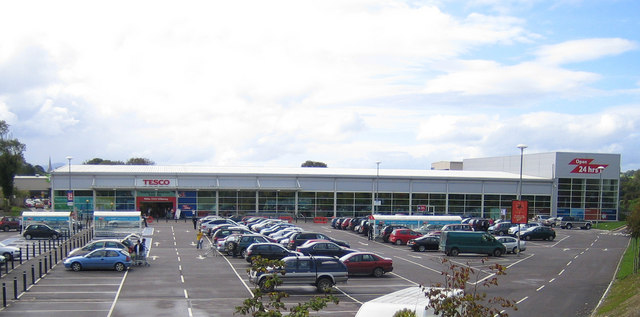
Hipermercado Tesco en Killarney.

En 2007, Tesco Ireland anunció que estarían proporcionando uniformes a estrenar para hacerse cargo de los uniformes anteriores de diez años de edad. La nueva marca incluye las nuevas computadoras Dell para salas de control de mantenimiento de archivos y estaciones de trabajo de personal de piso. 
En julio de 2008, se presentó "Tesco Cash Savers", una gama de productos de bajo coste diseñada para traer nueva competencia a los consumidores irlandeses. Se anunció en septiembre de 2008 que cesarían 23 tiendas con el servicio de 24 horas. Estas tiendas incluyen Bray y Greystones.
En 2009, la tienda Tesco Local en Drumcondra fue recalificada como simplemente Tesco. A partir de marzo de 2009, Tesco ha emparejado el precio del euro en su ropa con los precios de la libra esterlina en el Reino Unido. Esto se debe a la libra más débil frente al euro.
Desde el martes 5 de mayo de 2009, algunas tiendas Tesco en la República de Irlanda ahora ofrecen una gama más limitada de marcas irlandesas bien conocidas que anteriormente. El Ministro de Relaciones Exteriores, Micheál Martin, dijo que los consumidores querían ver un gran número de productos nativos en las estanterías de grandes cadenas de supermercados.